# Carsch-Haus

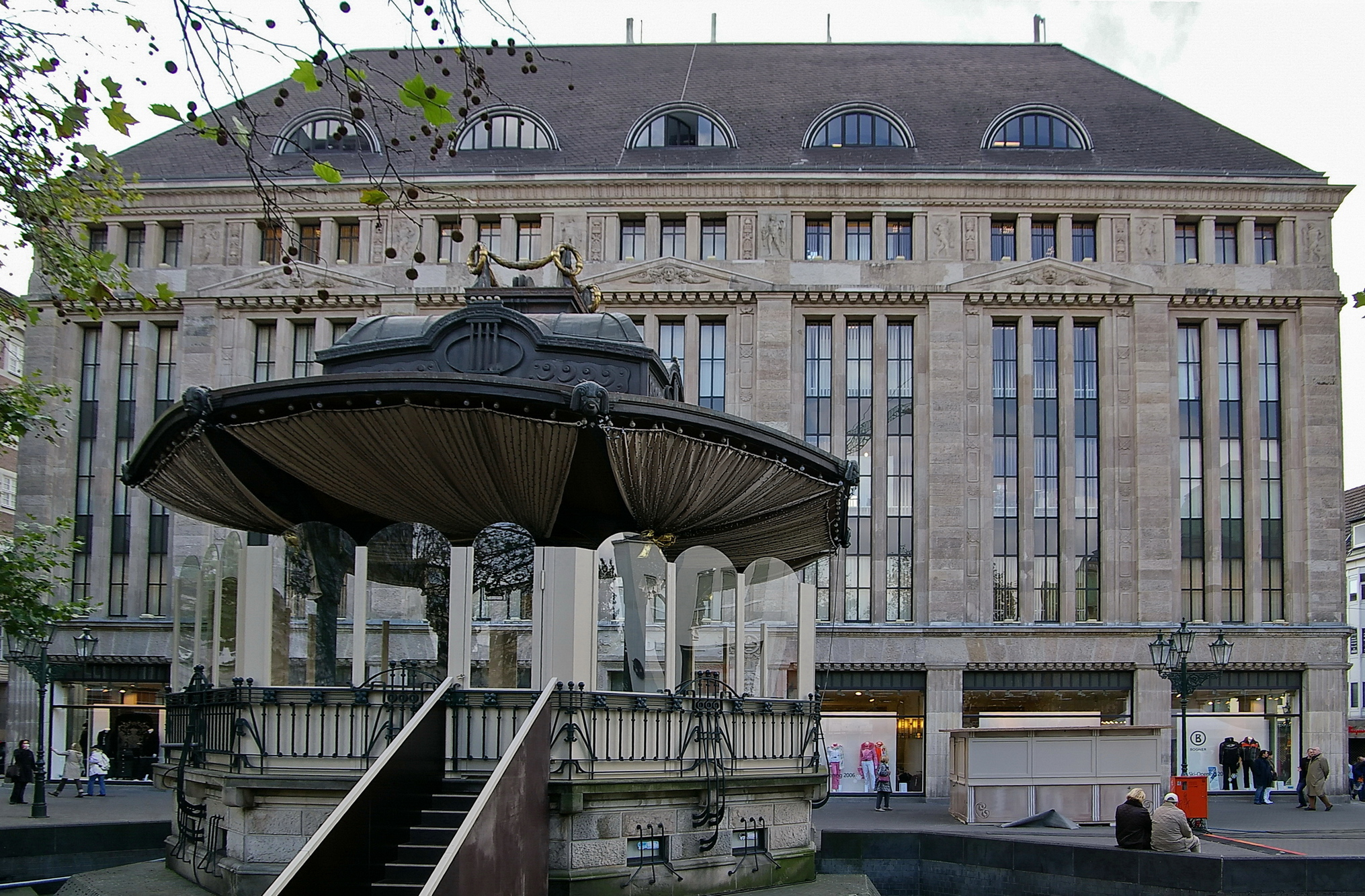
Carsch-Haus met het muziekpaviljoen van het Wilhelm-Marx-Haus

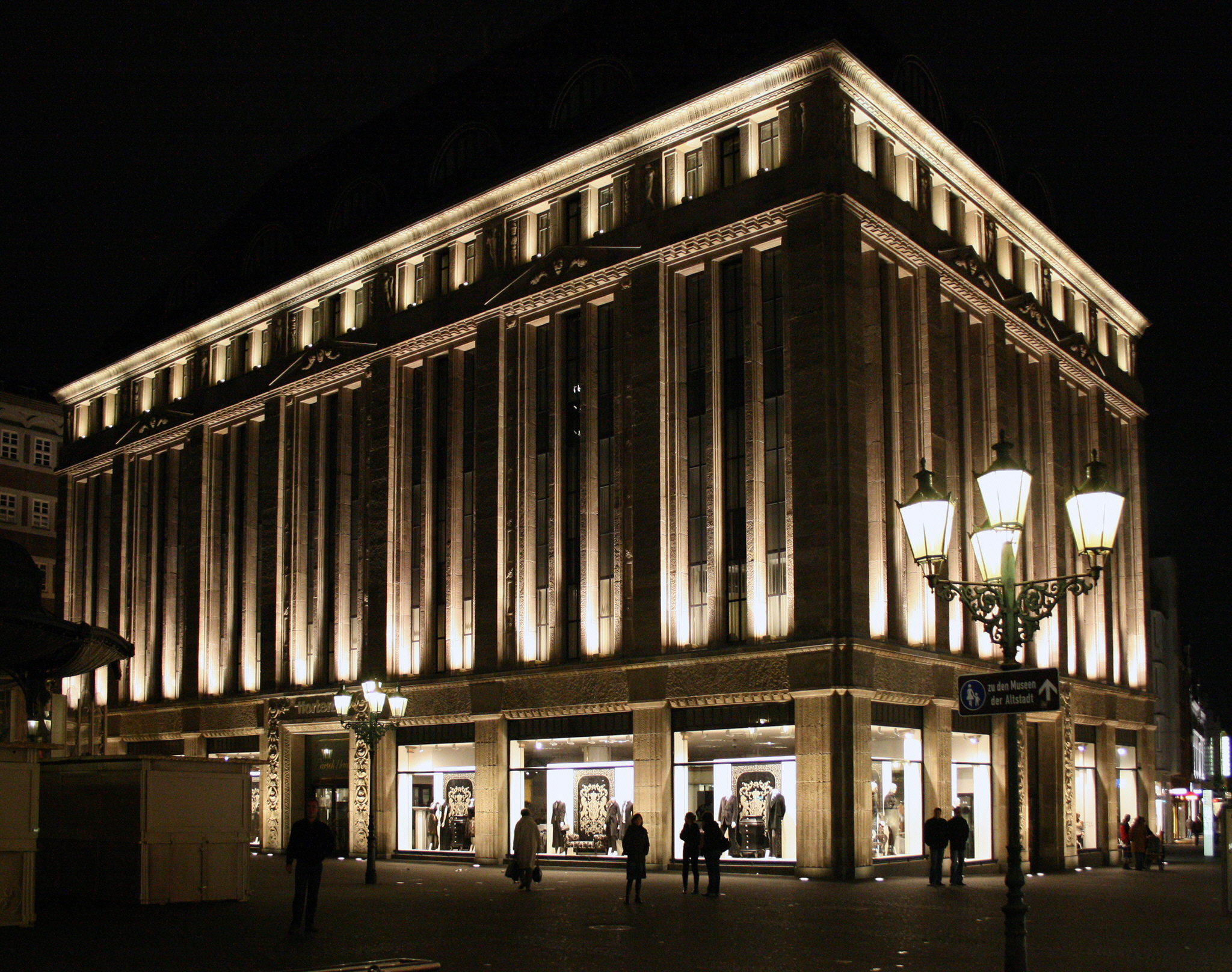
Carsch House 's avonds verlicht

Het Carsch-Haus was een warenhuis in de Duitse stad Düsseldorf. Het werd oorspronkelijk opgericht als een filiaal van het warenhuisbedrijf Carsch & Co gebouwd.

## Geschiedenis
Paul Carsch bood de stad Düsseldorf op 23 mei 1911 aan om een huizenblok in de Altstadt aan de Hindenburgwall - de huidige Heinrich-Heine-Allee - te ontwikkelen met een uniform bedrijfsgebouw. Het gebouw zou worden gebouwd in het Allee-Platz-gebied tussen Flinger Strasse, Alleestrasse, Neubrückstrasse en Stadtbrückchen. De stad was zo onder de indruk van dit project dat het al na acht dagen werd goedgekeurd.
Carsch gaf de architect Otto Engler (1861-1940), die ervaring had met het bouwen van warenhuizen en commerciële gebouwen, de opdracht om een gebouw van vijf verdiepingen te ontwerpen met een neoklassieke zandstenen gevel. De bouwaanvraag werd ingediend op april 1913 en in hetzelfde jaar goedgekeurd. Na twee jaar bouwen vond op 10 maart 1915 de feestelijke opening van het gebouw vond plaats. Uit een advertentie: “Gustav Carsch & Co. Düsseldorf. Gelegen aan de Hindenburgwall, de grens tussen de Altstadt en de Neustadt. Hét huis voor elegante heren- en jongenskleding, sportkleding en bediendenkleding + herenmodeartikelen."
Voor de Düsseldorfers werd de naam Carsch-Haus al snel een begrip. Zelfs de heersers van het nationaalsocialisme waren niet in staat om dit te veranderen door het te hernoemen tot "Modehaus des Westens" en het gedwongen te verkopen aan Carsch's gevolmatichtigde Fritz Seiffert als onderdeel van de arisering. Paul Carsch wist op tijd aan deportatie te ontkomen en emigreerde in april 1939 naar Amsterdam.
Het gebouw werd in juni 1943 tijdens de bombardementen van de Tweede Wereldoorlog zwaar beschadigd. De skeletconstructie van gewapend beton van het gebouw bleek echter zeer robuust te zijn, zodat de bezetter er na de oorlog voor zorgde dat het centrum voor volwasseneneducatie en het internationale onderwijscentrum "Die Brücke" konden intrekken met een uitgebreide vreemde talen-bibliotheek. Daar stichtten Lilo Milchsack en haar strijdmakkers op 18 maart 1949 de Gesellschaft für kulturellen Austausch mit England e.V., waaruit het huidige Deutsch-Britische Gesellschaft  is voortgekomen. Een andere gebruiker tot 1967 was het private theater "Kammerspiele" onder leiding van Hansjörg Utzerath. Daarna is het pand weer een aantal jaren in gebruik geweest als warenhuis.

## Afbraak
In 1974 werd door de Düsseldorfer stadsarchitect Dr. Rüdiger Recknagel een procedure in gang gezet om het warenhuis te slopen voor de bouw van de metro en het metrostation Heinrich-Heine-Allee. Als gevolg daarvan stelde het Rheinische Verein für Denkmalpflege in april 1976 voor om het Carsch-huis te verplaatsen. Dit voorstel werd gesteund door Horten AG als financier, en door de lokale politiek na lange discussies.  De Düsseldorfer architectenbureaus HPP Hentrich, Petschnigg &amp; Partner en RKW Rhode Kellermann Wawrowsky kregen de opdracht voor het project en richtten hiervoor de Architekturgemeinschaft Carsch-Haus op. Tijdens de zesjarige planningsperiode werden meer dan 2500 bouwplannen opgesteld en werd besloten het gebouw te slopen en iets verder op een nieuw gebouw te bouwen waaraan de oude gevel werd bevestigd.
Op 5 juli 1979 werd begonnen de sloopwerkzaamheden, waarbij 4.800 gevelstenen moesten worden genummerd en gecatalogiseerd. Deze werden tijdelijk opgeslagen en gerestaureerd in Düsseldorf-Volmerswerth. Een relatief klein aantal moest worden vervangen door nieuwe stenen. Tegelijk aan de restauratiewerkzaamheden werd gestart met de nieuwbouw en in maart 1983 werd de laatste steen van de oude gevel aan de nieuwbouw bevestigd.

## Nieuwbouw
Op 27 september 1984 werd het herbouwde Carsch-Haus heropend. Het pand beschikt over 10.500 m² winkelruimte verdeeld over 6 verdiepingen. Hiervan komt 2.200 m² voor rekening van de kelderverdieping, die ook een directe toegang tot het metrostation heeft. Bij de bouwwerkzaamheden werd samen met het naburige Wilhelm-Marx-Haus een ondergrondse parkeergarage gebouwd. 

Bij de heropening was het Carsch-Haus het enige Horten-warenhuis in Duitsland dat onder een andere naam werd geëxploiteerd en dat zich onderscheidde van de andere warenhuizen in de warenhuisketen met een exclusiever assortiment. Dat veranderde niet toen Horten in 1994 werd overgenomen door Kaufhof Holding, dat daarmee twee warenhuizen direct bij elkaar in de omgeving had. 

Ingang met daarboven het opschrift „Horten“ (2017)
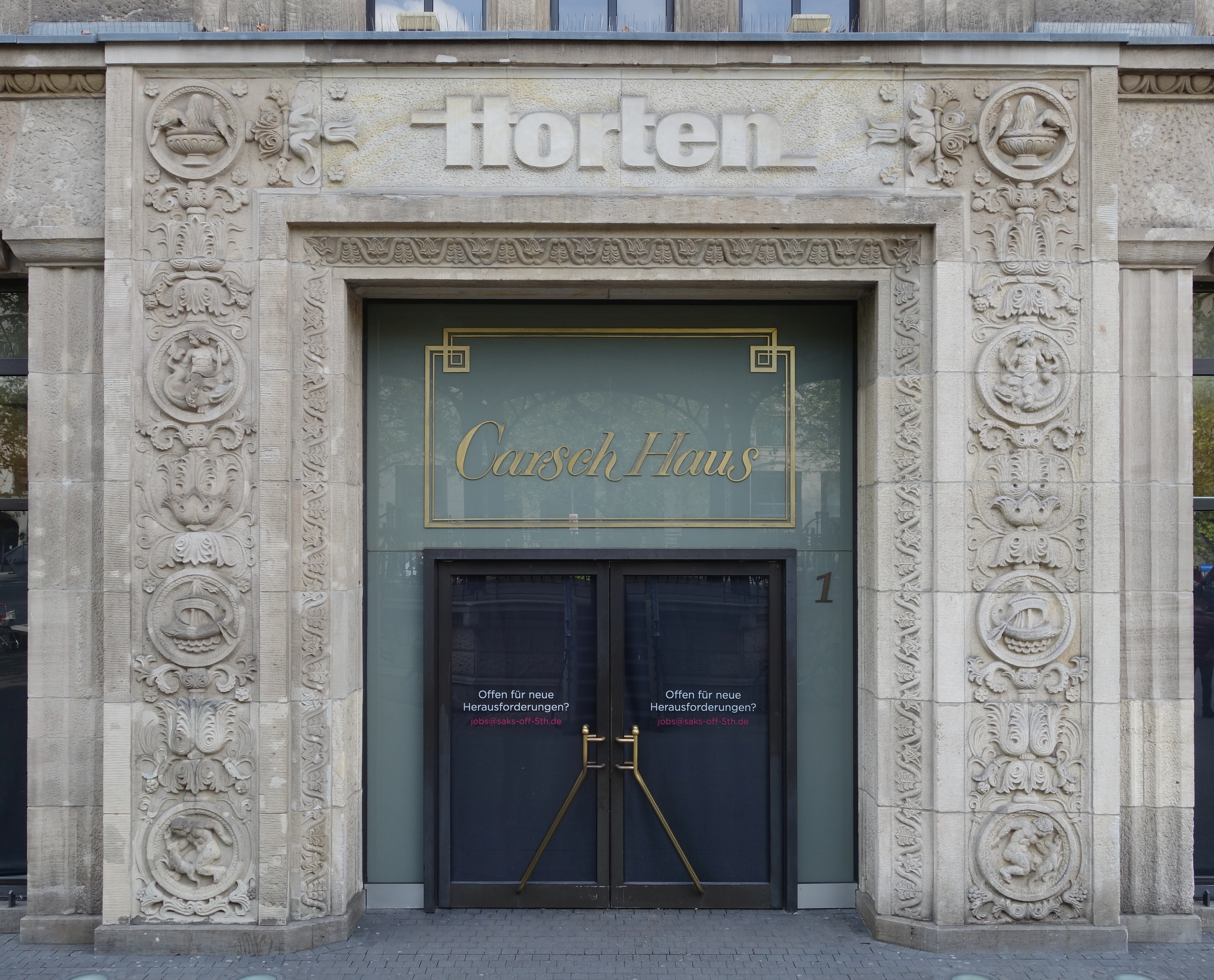
Heinrich-Heine-Platz
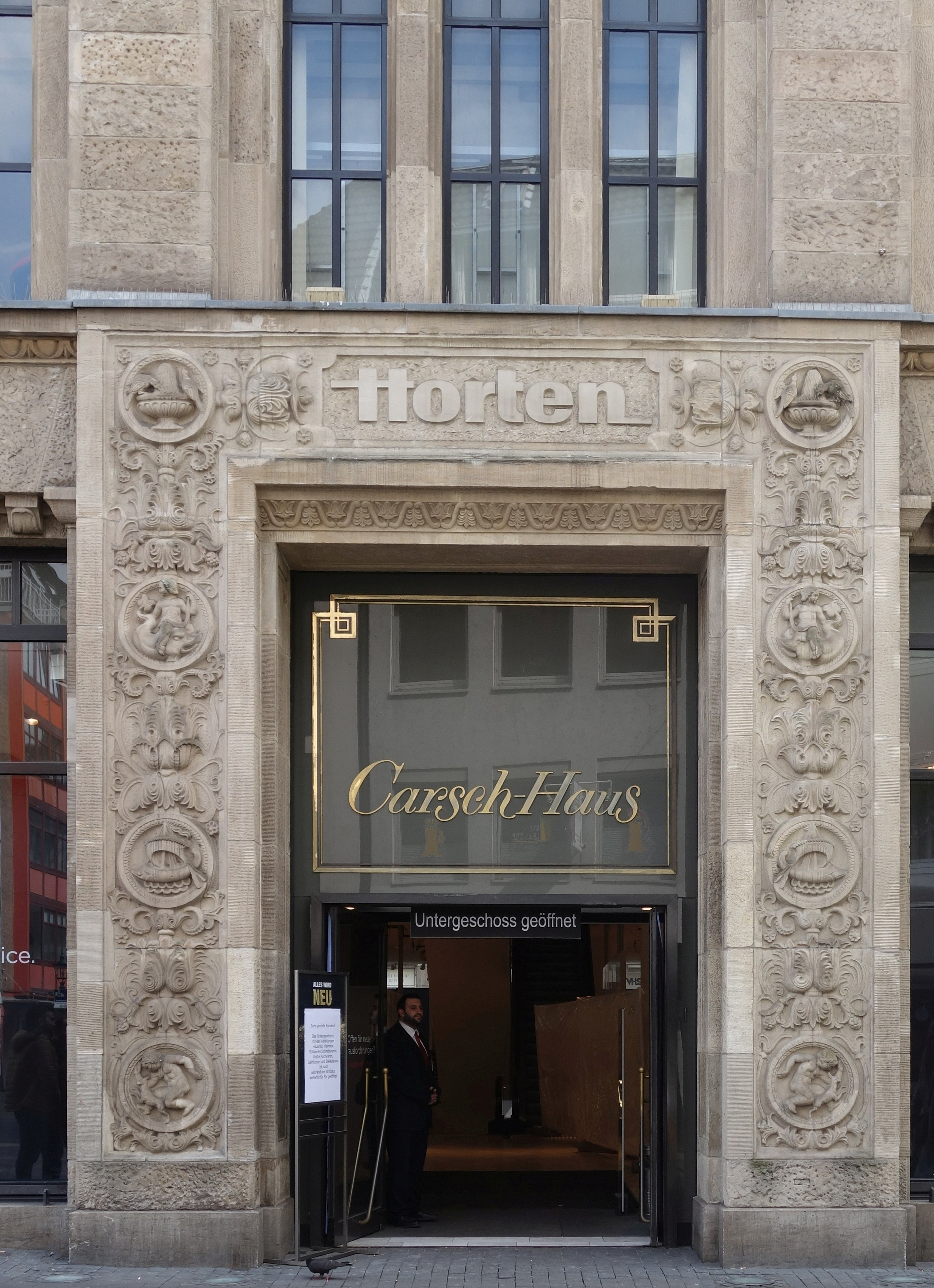
Flinger Strasse

In 2016 werd door de nieuwe eigenaar van de Galeria-Kaufhof, de "Hudson's Bay Company" een start gemaakt met een uitgebreide modernisering van het interieur van het gebouw aan de Königsallee. In dit kader werd de voedingsafdeling met zoetwaren, sterke drank en wijn verplaatst naar de kelder van het Carsch-huis en daar samengevoegd met de afdeling. Zo werd het reeds in het Carsch-Haus aanwezige gebied voor kruidenierswaren en delicatessen vergroot en verder uitgebreid.
Sinds begin 2017 werd ook het Carsch-Haus, net als het naburige Kaufhof, onder de naam "Galeria Kaufhof" geëxploiteerd. Tegelijkertijd werd echter bekend dat er een reorganisatie gepland was en dat de ombouw zou worden stopgezet. Daarna vond een leegverkoop plaats van het Carsch-Haus waarna Saks Off 5th zijn intrek nam.

## Carsch-Haus Wiesbaden
Het warenhuis Horten in Wiesbaden, opgericht in 1967, droeg vanaf 1985 ook de naam "Carsch-Haus" tot het in 1997 werd omgevormd tot "Galeria Kaufhof". Een directe verwijzing naar het historische Carsch-huis kan niet worden vastgesteld.